# Avicularia laeta
Avicularia laeta là một loài nhện trong họ Theraphosidae và thuộc chi Avicularia. Loài này phân bố ở Brasil và Puerto Rico. Avicularia laeta is in vergelijking met geslachtsgenoten vrij agressief; de spin zal snel aanvallen en daarbij bijten. Loài này is ook zeer snel, wat ook in contrast staat met andere Avicularia- soorten.